# Heilika
De zalige Heilika van Keulen, ook wel Heilica of Helga, was een kluizenares die in het laatste kwart van de 12de eeuw nabij de kerk van de H. Andreas in Keulen ging leven. Zij overleed na 1300 en werd bij de kerk begraven waar zij haar laatste jaren had geleefd. "De heilige" is de naam die de bevolking van Keulen haar gaf, vanwege haar verborgen en vrome leven. Haar eigenlijke naam is niet bekend. Haar feestdag is 14 januari, maar ook 15 januari en 16 januari worden vermeld.

## Noot
1. ↑  Ökumenisches Heiligenlexikon, Bautz Biographisch-Bibliographisches Kirchenlexikon en Vollständiges Heiligen-Lexikon. De periode van haar kluizenaarschap is nader gepreciseerd aan de hand van: W. Schäfke, Kölns romanische Kirchen. Architektur, Geschichte und Ausstattung (Köln: Dumont, 1996), p. 42, die vermeldt dat Ensfried van 1176 tot 1193 decaan van de Sankt-Andreas was.